# Грефенхайнихен
Грефенхайнихен (нем. Gräfenhainichenо файле) — город в Германии, в земле Саксония-Анхальт. 
Входит в состав района Виттенберг. Подчиняется управлению Тор цур Дюбенер Хайде.  Население составляет 13 301 человек (на 31 декабря 2010 года). Занимает площадь 66,12 км². Официальный код  —  15 1 71 023.